# Verpleegkundige diagnose
Een verpleegkundige diagnose is een klinisch oordeel aangaande een menselijke reactie op gezondheidscondities/levensprocessen, of een verhoogde kwetsbaarheid voor die reactie, bij een persoon, gezin, groep of gemeenschap. Een verpleegkundige diagnose vormt de basis voor selectie van verpleegkundige interventies waarmee zorgresultaten worden bereikt waarvoor de verpleegkundige verantwoordelijkheid draagt. Deze definitie werd vastgesteld door de classificatie organisatie van verpleegkundigen NANDA International in 2019.
Een verpleegkundige diagnose wordt gesteld op basis van analyse van de uit de Verpleegkundige anamnese verkregen informatie. Het proces van analyseren (diagnostisch redeneren) maakt deel uit van het verpleegproces.

## Geschiedenis
Florence Nightingale stelde tijdens de Krimoorlog allerlei voedings- en gezondheidsproblemen vast bij gewonde en zieke militairen. Zo kwam zij tot verschillende verpleegkundige diagnoses die leidden tot het uitvoeren van verpleegkundige interventies waardoor de zorg in de veldhospitalen verbeterde.
In de jaren 1950 werden wetenschappelijke theorieën ontwikkeld rond het verpleegkundig proces. Hierdoor ontstond het idee een instrument te ontwikkelen waarmee de vraag naar zorg in kaart kon worden gebracht. De verwachting was dat deze kennis toepassingen bood ten aanzien van personeelsplanning en beheer van inzet van verpleegkundige zorg. Gedurende deze ontwikkeling vond er een omslag in het perspectief van waaruit verpleegproblemen en doelstellingen werden geformuleerd. Dit leidde tot de opkomst van het patiëntgericht verplegen en de ontwikkeling van vanuit het perspectief van de patiënt beschreven verpleegkundige diagnoses.

## Opbouw
Elke verpleegkundige diagnose is opgebouwd volgens de PES-structuur:
1. Probleem: bestaat uit een label en een kernachtig geformuleerde definitie
2. Etiologie: oorzaken, beïnvloedende factoren
3. Signalen en symptomen: kenmerken, criteria

## Proces
Het laatste onderdeel van de verpleegkundige anamnese vormt het analyseren van de verkregen gegevens. Hierbij wordt de informatie gegroepeerd tot samenhangende clusters van signalen en symptomen die te herleiden zijn tot verpleegkundige diagnoses. Als meerdere diagnoses mogelijk zijn wordt een differentiaaldiagnose of voorlopige diagnose gesteld. Om de definitieve diagnose te kunnen stellen kan gekeken worden naar de etiologie (oorzakelijke factoren). Daarnaast kan het noodzakelijk zijn om (in een later stadium) nadere informatie te verzamelen in een vervolganamnese.

## Soorten
Er bestaan verschillende soorten verpleegkundige diagnoses:
1. Actuele diagnose, waarbij het verpleegprobleem aanwezig is
2. Hoog risico diagnose, bijvoorbeeld het risico op infectie of shock
3. Wellness diagnose: gericht op gezondheidsbevordering in de vorm van zelfzorg en mantelzorg
4. Een syndroom bestaat uit meerdere verpleegkundige diagnoses.
5. Probleemgeoriënteerde diagnose: Dat is een feitelijke of actuele diagnose. Het is een klinisch oordeel over een ongewenste menselijke reactie op gezondheidscondities of op levensprocessen bij een persoon, gezin, groep of gemeenschap.
6. Gezondheid bevorderende diagnose: Gezondheid bevorderende diagnose Dat is een welzijnsdiagnose. Het is een klinisch oordeel over de motivatie en wens om welzijn te vergroten en menselijk gezondheidspotentieel te realiseren. Deze reacties uiten zich door de bereidheid tot verbetering van specifiek gezondheidsgedrag en kunnen in elke gezondheidstoestand aanwezig zijn.

## Classificatie
De NANDA heeft een classificatie opgesteld van verpleegkundige diagnoses. Hierdoor bestaat er een vaste set van verpleegkundige diagnoses waarvan de verpleegkundige tijdens het diagnostische proces gebruik kan maken.

## Multidisciplinaire problemen
Naast de verpleegkundige diagnose zullen in de verpleegkundige praktijk ook multidisciplinaire problemen voorkomen. Belangrijk verschil is dat een multidisciplinair probleem leidt tot het verrichten van zowel verpleegkundige interventies als in opdracht van een medicus uitgevoerde medische interventies. Verpleegkundige diagnoses leiden daarentegen uitsluitend tot verpleegkundige interventies.
Verpleegkundige observaties spelen een belangrijke rol bij het tijdig vaststellen van- en het door de arts reageren op- multidisciplinaire problemen.
Een voorbeeld van een multidisciplinair probleem is hypoxie, waarbij zowel verpleegkundige interventies (zorg dragen voor juiste lichaamshouding) als medische interventies (toedienen van zuurstof) door de verpleegkundige wordt uitgevoerd.

## Relatie met verpleegprobleem
De reactie van een zorgvrager op een potentieel of actueel gezondheidsprobleem wordt als probleem aan de verpleegkundige gepresenteerd in de vorm van een vraag of klacht. Als dit probleem valt binnen het verpleegkundig beroepsdomein dan spreekt men van een verpleegprobleem. De verpleegkundige formaliseert dit probleem tot een verpleegkundige diagnose door deze te plaatsen in een classificatiesysteem.

## Modellen
De gehanteerde verpleegkundige theorie of conceptueel model, bijvoorbeeld van Dorothea Orem of Marjory Gordon, en de mensvisie van de verpleegkundige geven richting aan het diagnostisch redeneren en de daaruit voortvloeiende verpleegkundige diagnose.